# بدار
بدار (به اسپانیایی: Bédar) دهستانی در استان آلمریای اسپانیا است.
در این دهستان ۷۷۷ نفر زندگی می‌کنند. مساحت این دهستان ۴۶٫۷۴ کیلومتر مربع است.